# Rivière Saint-Jean (vattendrag i Kanada, Québec, lat 50,28, long -64,33)
Rivière Saint-Jean är ett vattendrag i Kanada.   Det ligger i provinsen Québec, i den östra delen av landet, 1 000 km nordost om huvudstaden Ottawa.